# انگلفیلد، برکشر
انگلفیلد (به انگلیسی: Englefield) یک روستا و محله مدنی در بریتانیا است که در بارکشر غربی واقع شده‌است. انگلفیلد ۹٫۲۵ کیلومتر مربع مساحت و ۲۸۶ نفر جمعیت دارد.